# Victor Nyirenda
Victor Nyirenda (* 23. srpna 1988, Blantyre, Malawi) je fotbalový útočník a reprezentant Malawi, který v současné době hraje v rwandském klubu Armée Patriotique Rwandaise FC.

## Klubová kariéra
Victor Nyirenda hrál kopanou v Malawi za klub ESCOM United FC, než v roce 2006 přešel do konkurenčního Mighty Wanderers FC. Poté odešel v roce 2010 do Rwandy do Armée Patriotique Rwandaise FC. V roce 2013 zažil krátkou anabázi ve Vietnamu v klubu Đồng Nai FC. Pak se vrátil do Armée Patriotique Rwandaise FC.

## Reprezentační kariéra
V seniorské reprezentaci Malawi debutoval v roce 2008. Zúčastnil se Afrického poháru národů 2010 v Angole, kde se tým Malawi střetl v základní skupině A postupně s Alžírskem (výhra 3:0), domácí Angolou (porážka 0:2) a reprezentací Mali (porážka 1:3). Na turnaji si zahrál pouze proti Angole. Malawi obsadilo ve skupině se ziskem 3 bodů nepostupové čtvrté místo.